# Kuskusiec
Kuskusiec (Ailurops) – rodzaj ssaków z podrodziny kuskuśców (Ailuropinae) w obrębie rodziny pałankowatych (Phalangeridae).

## Rozmieszczenie geograficzne
Rodzaj obejmuje gatunki występujące endemicznie na wyspach należących do Indonezji.

## Morfologia
Długość ciała 45–57 cm, długość ogona 35,5–58 cm; masa ciała 5–8 kg.

## Systematyka
Rodzaj zdefiniował w 1830 roku niemiecki przyrodnik Johann Georg Wagler w książce swojego autorstwa poświęconej historii naturalnej płazów, wraz z poprzedzającą klasyfikacją ssaków i ptaków. Wagler wymienił kilka gatunków – Phalangista ursina Temminck, 1824, Phalangista cavifrons Temminck, 1824 (= Didelphis orientalis Pallas, 1766), Phalangista maculata É. Geoffroy Saint-Hilaire, 1803 i Phalangista chrysorrhos Temminck, 1824: (= Phalangista maculata É. Geoffroy Saint-Hilaire, 1803) – z których gatunkiem typowym jest Phalangista ursina Temminck, 1824 (kuskusiec niedźwiedzi). 

### Etymologia
- Ceonix (Ceonyx): gr. κεω keō ‘podzielić, rozszczepić’; ονυξ onux, ονυχος onukhos ‘pazur’[11]. Gatunek typowy: Temminck wymienił kilka gatunków – Phalangista ursina Temminck, 1824, Phalangista cavifrons Temminck, 1824 (= Didelphis orientalis Pallas, 1766), Phalangista maculata É. Geoffroy Saint-Hilaire, 1803 i Phalangista chrysorrhos Temminck, 1824:12 (= Phalangista maculata É. Geoffroy Saint-Hilaire, 1803) – z których gatunkiem typowym jest Phalangista ursina Temminck, 1824 (kuskusiec niedźwiedzi).
- Ailurops (Aelurops): gr. αιλουρος ailouros ‘kot’; ωψ ōps, ωπος ōpos ‘twarz, oblicze’[12].
- Eucuscus: gr. ευ eu ‘ładny, piękny, dobry, typowy’; rodzaj Cuscus Illiger, 1811 (pałanka)[13]. Gatunek typowy: Gray wymienił dwa gatunki – Phalangista ursina Temminck, 1824 i Cuscus brevicaudatus J.E. Gray, 1858 (= Phalangista (Pseudocheirus) nudicaudata Gould, 1850) – z których gatunkiem typowym jest Phalangista ursina Temminck, 1824.

### Podział systematyczny
Do rodzaju należą następujące gatunki:
| Grafika | Gatunek            | Autor i rok opisu               | Nazwa zwyczajowa      | Podgatunki         | Rozmieszczenie geograficzne | Podstawowe wymiary                              | Status IUCN |
| ------- | ------------------ | ------------------------------- | --------------------- | ------------------ | --- | ----------------------------------------------- | ----------- |
|         | Ailurops ursinus   | (Temminck, 1824)                | kuskusiec niedźwiedzi | 3 podgatunki       | Celebes i sąsiednie wyspy (Lembeh, Muna, Buton, Peleng, Wyspy Togian, prawdopodobnie Banggai); zakres wysokości: 0–1000 m n.p.m. | DC: 47–57 cm DO: 52–58 cm MC: 5–8 kg            | VU          |
|         | Ailurops melanotis | (O. Thomas, 1898)               | kuskusiec reliktowy   | gatunek monotypowy | Sangihe i Talaud | DC: około 45 cm DO: około 33 cm MC: brak danych | CR          |
|         | Ailurops furvus    | (G.S. Miller & Hollister, 1922) |                       | gatunek monotypowy | góry w środkowym i południowo-zachodnim Celebesie; zakres wysokości: 800–2000 m n.p.m.                                           | DC: 59–65 cm DO: 56–62 cm MC: około 10 kg       | NE          |

Kategorie IUCN:  VU  – gatunek narażony,  CR  – gatunek krytycznie zagrożony;  NE  – gatunki niepoddane jeszcze ocenie.